# Trzcieński
Trzcieński – polski herb szlachecki, odmiana herbu Leliwa.

## Opis herbu
W polu błękitnym półksiężyc złoty, nad którym takaż gwiazda. Pod półksiężycem i gwiazdą dwa charty w prawą stronę zapędzone. Klejnot: Nad hełmem w koronie pióra pawie, a na nich takiż półksiężyc i gwiazda.
Herb wymieniony w tablicach odmian herbowych Chrząńskiego jako odmiana Leliwy pod literą h (w klejnocie pięć piór pawich).
Według Ledebura charty powinny być na zielonej murawie.

## Najwcześniejsze wzmianki
Podług Niesieckiego odmiana przysługiwała Trzcieńskim w Prusach (mieli używać przydomku a Canden, Akanden).  Według Adama Amilkara Kosińskiego (na podstawie rękopisu o szlachcie pruskiej z 1671) Trzcieńscy mieli być osiadłą od czasów piastowskich w Prusach szlachtą, za panowania Zygmunta Augusta od dóbr dziedzicznych Trzciany mieli przyjąć nazwisko Trzcieńskich. Z kolei Zbigniew Naworski pisze, że ród Trzcieńskich wywodził się z Niemiec, a przybrał nazwisko polskie po upadku rządów krzyżackich od rodzinnej miejscowości Trzcin w powiecie michałowskim (pozostawiając jednak sobie niemiecki przydomek a Canden).

## Rodzina Trzcieńskich
Niesiecki wspomina z tej rodziny m.in. Michała Trzcieńskiego (sędziego ziemskiego chełmińskiego, podkomorzego pomorskiego) w roku 1613. W końcu XVII wieku i przez cały wiek XVIII Trzcieńscy byli właścicielami dóbr Dębiniec w powiecie grudziąskim (niem. Debenz). W 1705 miał umrzeć Adam von Canden-Trzcieński, sędzia chełmiński, a jego spadkobiercy mieli dokonać podziału majątku. W 1669 właścicielem Mariensee miał być generał-major Bernhard von Kanden-Trzcinski (gorliwy katolik, miał się ożenić z Barbarą Theophilą von der Linde, która też miała przejść na katolicyzm). Ledebur wspomina Trzcieńskich w Zachodnich Prusach: w 1788 w miejscowościach Klanau (Carthaus), Mariensee, w 1782 w Michaelshütte, Pempau, Pomlau, Schönbeck, Watkowitz, Kl. (Stuhm), poza tym w Wielkim Księstwie Poznańskim wspomina on Eduarda Thaddaeusa von Canden Trzcieńskiego na Ostrowie (koło jeziora Gopło). Przez Żernickiego wspominany jest w województwie malborskim polski generał-major Franz Xaver von Kanden-Trzcieński, starosta straszewski  – właściciel Watkowic (Wielkie i Małe Watkowice), Polesken, Straszewa, Königsfeld, Nikolaien, Szerpienka, a także Szemburka, Mariensee, Glasburg, Pomlau, Klonow i Michelsgut. Wspomina on też Andrzeja Trzczeńskiego (diecezja Ermeland, Rössel) i Antona Trzczeńskiego w Tylicku

## Herbowni
Jedna rodzina herbownych (herb własny):
Trzcieński, Trzczeński, Canden-Trzcieński, von Zander.